# Pllaja e Pusit
Pllaja e Pusit är ett berg i Albanien.   Det ligger i prefekturen Qarku i Korçës, i den östra delen av landet, 100 km sydost om huvudstaden Tirana. Toppen på Pllaja e Pusit är 2 288 meter över havet.
Terrängen runt Pllaja e Pusit är varierad. Pllaja e Pusit ligger uppe på en höjd som går i nord-sydlig riktning. Pllaja e Pusit är den högsta punkten i trakten.  Runt Pllaja e Pusit är det ganska tätbefolkat, med 90 invånare per kvadratkilometer.. 
Trakten runt Pllaja e Pusit består i huvudsak av gräsmarker.